# Ophionephthys phalerata
Ophionephthys phalerata är en ormstjärneart som beskrevs av George Richard Lyman 1874. Ophionephthys phalerata ingår i släktet Ophionephthys och familjen trådormstjärnor. Inga underarter finns listade i Catalogue of Life.